# Fürstenstein
Fürstenstein település Németországban, azon belül Bajorországban. Lakosainak száma 3590 fő (2023. december 31.). Fürstenstein Eging am See, Aicha vorm Wald, Neukirchen vorm Wald, Tittling és Thurmansbang községekkel határos.

## Népesség
A település népessége az elmúlt években az alábbi módon változott:
| Lakosok száma | 1246 | 3928 | 3369 | 3550 | 3292 | 3289 | 3372 | 3345 | 3502 | 3590 |
|               | 1875 | 1950 | 1975 | 1987 | 2012 | 2014 | 2016 | 2017 | 2021 | 2023 |